# Gláucio de Jesus Carvalho
Gláucio de Jesus Carvalho (født 11. november 1975) er en tidligere brasiliansk fodboldspiller.